# Liptena angusta
Liptena angusta är en fjärilsart som beskrevs av Suffert 1904. Liptena angusta ingår i släktet Liptena och familjen juvelvingar. Inga underarter finns listade i Catalogue of Life.